# 1515ХМ1
1515ХМ1 — электронный компонент, микросхема базового матричного кристалла. Разработана в НИИТТ и производилась АО «Ангстрем» в 1980-х и 1990-х годах. Предназначена для производства заказных узкоспециализированных логических микросхем большой степени интеграции.

## Применение
Созданные на базе этого БМК микросхемы применялись в различных устройствах — как специального назначения (например, аппаратура связи), так и в устройствах общего назначения. В частности, существовало несколько различных микросхем для построения ZX Spectrum-совместимых компьютеров (наиболее известная — 1515ХМ1-216). Часть «чипсета» компьютера УКНЦ и «чипсет» программируемого калькулятора МК-85 также были реализованы на этом БМК.
В настоящее время микросхема является устаревшей, но остаётся в списке продукции завода «Ангстрем». Некоторые компании предлагают услуги по переводу проектов, разработанных для 1515ХМ1, на современные БМК или программируемую логику.

## Характеристики
Микросхема выполнена по КМОП-технологии. Содержит около 3200 ячеек, схема соединений которых задаётся при изготовлении. Каждая ячейка соответствует двухвходовому логическому элементу. Максимальная частота 10 МГц, задержка 5 нс на ячейку, напряжение питания 5 вольт, потребление 1 мкВт на ячейку. Микросхема выпускается в корпусах 4135.64-2, 4207Ю.64-1 и Н18.64-1В, аналогичных QFP64 (квадратный, 64 вывода).
В зависимости от исполнения (типа корпуса) микросхема может иметь обозначение К1515ХМ1, КА1515ХМ1, Н1515ХМ1. При производстве микросхемы, содержащие конкретную схему, получали дополнительный индекс из трёх или четырёх знаков после основного обозначения. Например:
- КА1515ХМ1-028 — мульдекс вторичного группообразования ИКМ по рекомендации G.742 для аппаратуры сельской связи
- КА1515ХМ1-031 — контроллер клавиатуры, программируемый таймер, контроллер магнитофона, контроллер звукового сигнала, запуск ЦП в компьютере УКНЦ
- КА1515ХМ1-032 — устройство управления ОЗУ периферийного процессора, управление конфигурацией адресного пространства и компаратор адресов устройств магистрали ПП в компьютере УКНЦ
- КА1515ХМ1-033 — предшествующая модель ХМ1-036, — контроллер видеоОЗУ, регенерация ОЗУ динамического типа, формирование и выдача изображения, арбитр доступа к ОЗУ в компьютере УКНЦ
- КА1515ХМ1-034 — контроллер ОЗУ
- КА1515ХМ1-036 — контроллер видеоОЗУ, регенерация ОЗУ динамического типа, формирование и выдача изображения, арбитр доступа к ОЗУ в компьютере УКНЦ
- КА1515ХМ1-039 — устройство управления ОЗУ центрального процессора, регистр-ловушка и компаратор адресов устройств магистрали ЦП в компьютере УКНЦ
- КА1515ХМ1-067, −107 — микросхемы генерации векторов
- КА1515ХМ1-136 — УКНЦ: обновлённая версия ХМ1-036
- КА1515ХМ1-171 — микросхема для построения ZX Spectrum-совместимых бытовых компьютеров
- КА1515ХМ1-175, −175, −176, −249, −407 — системы автоматического управления бортовым оборудованием
- КА1515ХМ1-216 — микросхема для построения ZX Spectrum-совместимых бытовых компьютеров
- КА1515ХМ1-433, −433 — комплект для построения ZX Spectrum-совместимых бытовых компьютеров
- КА1515ХМ1-520 — СБИС помехоустойчивого кодирования
- КА1515ХМ1-560 — схема управления индикатором
- КА1515ХМ1-6004 — микросхема для построения ZX Spectrum-совместимых бытовых компьютеров
- КА1515ХМ1-6006, −6008 — комплект для построения ZX Spectrum-совместимых бытовых компьютеров
- КА1515ХМ1-888 — генератор случайных чисел для криптографии
- КА1515ХМ1-VA4 — однокристальный самосинхронизирующийся кодек Витерби
- КА1515ХМ2-001 — УКНЦ: обновлённая версия ХМ1-031
- КА1515ХМ2-002 — УКНЦ: обновлённая версия ХМ1-032
- КА1515ХМ2-003 — УКНЦ: обновлённая версия ХМ1-039, также использовалась в модуле «электронного диска»